# Fideizm
Fideizm (od łac. fides „wiara”) – pogląd filozoficzny i teologiczny głoszący prymat wiary nad poznaniem rozumowym i teoriami naukowymi. Według fideisty poznanie religijne w postaci objawienia wyprzedza poznanie rozumowe, a jedynym źródłem wiedzy w kwestiach wiary i etyki może być jedynie stała tradycja ludzkości oparta ostatecznie na pierwotnym Bożym Objawieniu. Jest to więc antyracjonalizm lub irracjonalizm, bo przyjmuje się istnienie prawd niedostępnych poznaniu rozumowemu.

## Historia
Tendencje fideistyczne występowały już w pismach Ojców Kościoła, w szczególności w patrystyce Zachodu. Szczególnie wyraźne są w pismach Tertuliana, a także św. Augustyna. Początkowo (mniej więcej do XI wieku, kiedy zaczyna kształtować się klasyczna postać filozofii średniowiecznej) tendencje fideistyczne i augustynizm były silne, dojrzałe średniowiecze przynosi jednak powolny odwrót od tendencji fideistycznych, starając się pogodzić rozum i wiarę. Jednak i wtedy się czasem pojawiały – za głównego średniowiecznego ich przedstawiciela można uznać Mikołaja z Autrecourt, którego tezy zostały potępione przez Stolicę Apostolską w 1348. Tendencje te pojawiają się ponownie w nowożytności, w dużej mierze pod wpływem protestanckich zasad sola fide i sola gratia, wywodzących się w pewnej mierze z luterańskiej interpretacji św. Augustyna, a także z niemieckiego mistycyzmu średniowiecznego.
Okres burzliwych sporów światopoglądowych między reformacją i reformą trydencką niósł za sobą konieczność krytycznego ustosunkowania się do twierdzeń przeciwników, a tym samym bujny rozwój teologii katolickiej i protestanckiej. W XVI w. pojawiły się jednak także tendencje sceptyckie, zwłaszcza we Francji. Najważniejszymi ich reprezantantami byli Michel de Montaigne i jego uczniowie Pierre Charron i biskup Jean Pierre Camus, którzy głosili, że rozum ludzki nie jest zdolny do poznania prawd metafizycznych. W opozycji do tych prądów sceptyckich rozwijał się XVII-wieczny racjonalizm, reprezentowany zwłaszcza przez Kartezjusza, a wyrastał z nich fideizm XVII-wieczny. Na gruncie teologii katolickiej pewne tendencje fideistyczne rysowały się także na tle sporu o łaskę i usprawiedliwienie między jezuitami (reprezentującymi molinizm) a dominikanami (reprezentującymi tomizm). Żywym ośrodkiem antyjezuickim był zwłaszcza Uniwersytet w Lowanium, gdzie ukształtował się bajanizm, pogląd, który wywarł znaczny wpływ na myśl Korneliusza Jansena.
Jednym z ważniejszych prądów XVII-wiecznego fidezmu był jansenizm stworzony przez Korneliusza Jansena, a na gruncie filozofii reprezentowany przede wszystkim przez Blaise'a Pascala. Jansenizm chciał zerwać z teologią i filozofią opartą na rozumie, opierając się na własnej interpretacji Ojców Kościoła, w szczególności św. Augustyna, a także Tertuliana. W przekonaniu katolickich krytyków jansenizmu interpretacja ta była obciążona błędami typowymi dla protestanckiej interpretacji myśli św. Augustyna. Interpretacja ta jest odrzucana także przez większość współczesnych badaczy augustynizmu.
Tendencje fideistyczne po raz kolejny pojawiły się w katolicyzmie w wieku XIX. Był to nowy kierunek myślenia, który rozwinął się we Francji na początku XIX w. jako reakcja na idee osiemnastowiecznego racjonalizmu.
Głównym przedstawicielem tego kierunku był Louis Eugene Bautain. Napisał on w 1835 dzieło O filozofii chrześcijaństwa, w którym przedstawia poglądy fideistyczne. Dzieło zostało jednak krytycznie ocenione przez teologów i ostatecznie odrzucone. W 1846 Pius IX wydał encyklikę Qui pluribus traktującą o ówczesnych problemach doktrynalnych, wśród których odrzucił fideizm, jako kierunek błędny. Encyklika ta stanowiła później fundament dekretu o wierze wydanego przez Sobór watykański I. Sobór ten w Konstytucji dogmatycznej o wierze katolickiej „Dei Filius” (1870) ostatecznie potępił fideizm twierdząc, że przylgnięcie do wiary nie może być równoznaczne ze ślepym ruchem duszy. Ten sam sobór potępiał jednak także skrajny racjonalizm teologiczny, pozostający pod wpływem pozytywizmu.
Obecnie Kościół katolicki także przeciwstawia się tendencjom fideistycznym, co widoczne jest w szczególności w encyklice Jana Pawła II Fides et ratio.